# Resolució 396 del Consell de Seguretat de les Nacions Unides
La Resolució 396 del Consell de Seguretat de les Nacions Unides, aprovada el 22 d'octubre de 1976, va considerar un informe del Secretari General de les Nacions Unides sobre la Força de les Nacions Unides d'Observació de la Separació i va prendre nota de les discussions que el Secretari General havia tingut amb totes les parts interessades en la situació al Pròxim Orient. El Consell va expressar la seva preocupació per la contínua tensió a la zona i va decidir:
(a) Renovar el mandat de la Força de les Nacions Unides d'Observació de la Separació durant un any més, fins al 24 d'octubre de 1977;
(b) Demanar al Secretari General que mantingui informada al Consell de Seguretat sobre nous esdeveniments;
(c) Exhortar a totes les parts a que implementin immediatament la Resolució 338 (1973).
El Consell va aprovar la resolució per 13 vots contra cap; la República Popular de la Xina i Líbia no van participar en la votació.